# C22H25NO3
化学式C22H25NO3（摩尔质量：351.446 g/mol）可以指：
- 他米巴罗汀（英语：Tamibarotene），CAS号：94497-51-5
- 托品醇二苯羟乙酸酯（英语：Tropine benzilate），CAS号：3736-36-5 ，盐酸盐CAS号：1674-94-8
- CS-27349，CAS号：64471-12-1 ，盐酸盐CAS号：64520-33-8

|  | 这个同类索引页列出了具有相同分子式的化学物（即同分異構體）条目。 除非您是有意链接至本页，否则应将相应条目的内部链接指向正确的条目。 |